# 米倉あや
米倉 あや（よねくら あや、1978年1月13日 - ）は、日本の女性声優。
東京都出身。トルバドール音楽事務所所属。

## 出演

### テレビアニメ
1998年
- ふたり暮らし

1999年
- イケてる2人（エリカ）

2001年
- まほろまてぃっく（佐倉春音）

2002年
- まほろまてぃっく〜もっと美しいもの〜（佐倉春音）

2004年
- この醜くも美しい世界（女子B、女子生徒）
- それいけ!ズッコケ三人組（山中道子[2]、福山素子、女子高生、少女）

2005年
- モンチッチ（マイチッチくん）

2006年
- パッタ ポッタ モン太（モモネ、ピーチ、ミント）

2007年
- 人形アニメーション リカちゃん（マキちゃん）
- パッタ ポッタ モン太（モモネ）

### Webアニメ
- とむとじぇりーごっこ（2022年 - 、じぇりー）

### テレビ番組
2018年
- 偉人たちの健康診断 葛飾北斎（NHKBSプレミアム）北斎の娘・お栄役

### ゲーム
2003年
- まほろまてぃっく☆あどべんちゃー（佐倉春音）

### ドラマCD
- 21世紀探偵事務所 切り裂きジャックを追え!（1999年、小鮫）

### ラジオ番組
- Lamuse-mieuxの野望（東海ラジオ）
- Lamuse-mieux A GO GO!!（東海ラジオ）

### 舞台
- 「Heroes Season III」
- 「ヒーローズ外伝太田の恋」
- 「春三月 異・外伝～プリンセスの危機～」
- 「VS.!（ぶぁーさす）～とりあえずビール??～」
- 「僕らはみんな生きている～神様のご機嫌～」
- 演劇企画CRANQ　1st STAGE『ソープオペラ』（2008年8月13日〜17日、下落合TACCS1179）